# Siegfried Behrens (Mediziner)
Siegfried Behrens (* 1942) ist ein deutscher Chirurg und ehemaliger Chefarzt des Kreiskrankenhauses Lemgo-Lippe, der durch die Wiederherstellung der Marienkirche auf dem Münzenberg in Quedlinburg überregional bekannt wurde.

## Leben
Sein Studium der Medizin schloss Behrens 1971 an der Westfälischen Wilhelms-Universität Münster mit der Promotion ab. Seine Habilitationsschrift wurde 1978 an der Medizinischen Hochschule Hannover angenommen. Danach war er als Chirurg in der Abteilung Unfall- und Wiederherstellungschirurgie des Kreiskrankenhauses Lemgo-Lippe tätig, dessen Leiter er später wurde.
Nach der Wiedervereinigung wurden er und seine Frau im Jahr 1994 durch eine Fernsehsendung auf Quedlinburg aufmerksam und erwarben dort ein Haus auf dem Münzenberg. Im Laufe der Jahre gelang es ihm, durch Zukauf und Tausch immer weitere Gebäudefragmente der ehemaligen Marienkirche zusammenzuführen. Im Jahr 2006 brachte das Ehepaar drei ihrer Häuser mit den weiteren Fragmenten der Klosterkirche in die von ihnen gegründete Stiftung „Klosterkirche St. Marien auf dem Münzenberg“ ein, die von der Deutschen Stiftung Denkmalschutz verwaltet wird.
Für sein Engagement wurde ihm 2009 der Romanikpreis verliehen und er wurde 2010 zum Ehrenbürger Quedlinburgs ernannt.

## Preise
- 2006: Denkmalpflegepreis des Landes Sachsen-Anhalt[1]
- 2009: Romanikpreis des Landes Sachsen-Anhalt[2][3]
- 2010: Ehrenbürger der Stadt Quedlinburg

## Veröffentlichungen
- Beitrag zur Kenntnis der Echinokokkenkrankheit. Universität Münster (Westfalen), Medizinische Fakultät, Dissertation 1971.
- mit C. Zschege, K. Jacobitz und R. Stark: Datenanalyse von Rettungssanitätern. In: Notfallmedizin. 2, 1976, S. 750 ff.
- Analyse von realen Verkehrsunfällen mit sicherheitsgurttragenden PKW-Insassen, Hannover, Medizinische Hochschule, Habilitationsschrift, 1978.
- Örtliche Unfallerhebungen: Zwischenbericht zu den Forschungsprojekten 7263/7506 (Forschungsberichte der Bundesanstalt für Strassenwesen, Bereich Unfallforschung 2), Köln: Bundesanstalt für Strassenwesen, Bereich Unfallforschung 1978.
- Segensreiche Unfallchirurgie, in: Lemgoer Hefte 14 (1981), S. 12f.
- mit Winfried Korf: Der Münzenberg Bei Quedlinburg; Geschichte, Kloster, Museum. Quedlinburg: Museumsverein Klosterkirche auf dem Münzenberg e.V. 2007.